# آدریانو فریرا پینتو
آدریانو فریرا پینتو بازیکن فوتبال اهل برزیل است 